# Epe
Epe es un municipio de la provincia de Güeldres en los Países Bajos, al noreste del Veluwe. El municipio tiene una superficie de 157,37 km², de los que 1,04 km² corresponden a la superficie cubierta por el agua. En marzo de 2014 contaba con una población de 32.372 habitantes.
El municipio lo componen cuatro localidades principales, que son la población homónima, donde se encuentra el ayuntamiento, Vaassen, Emst y Oene. 

## Galería

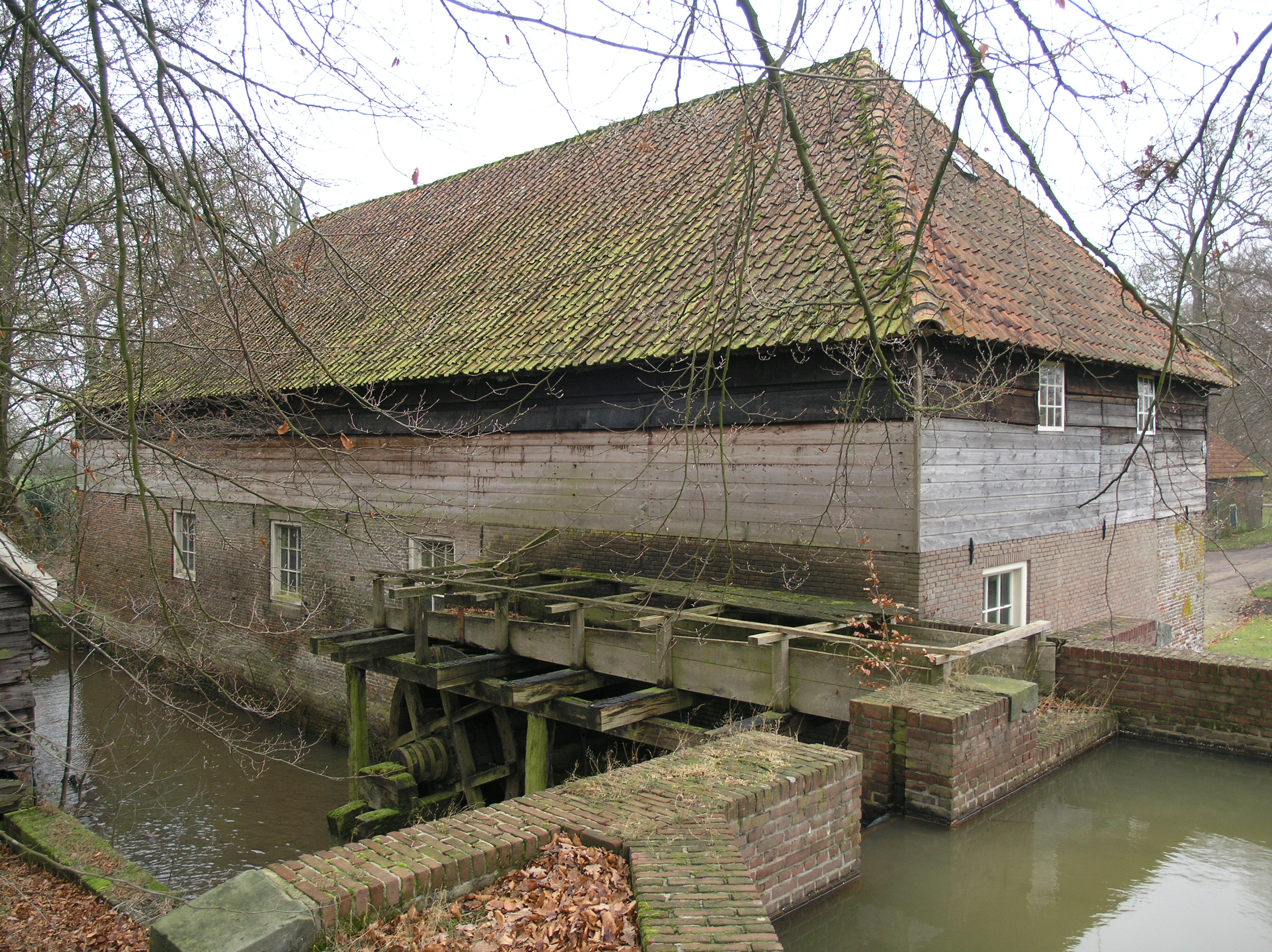
Molino de agua en Zuuk (Epe), hacia 1750
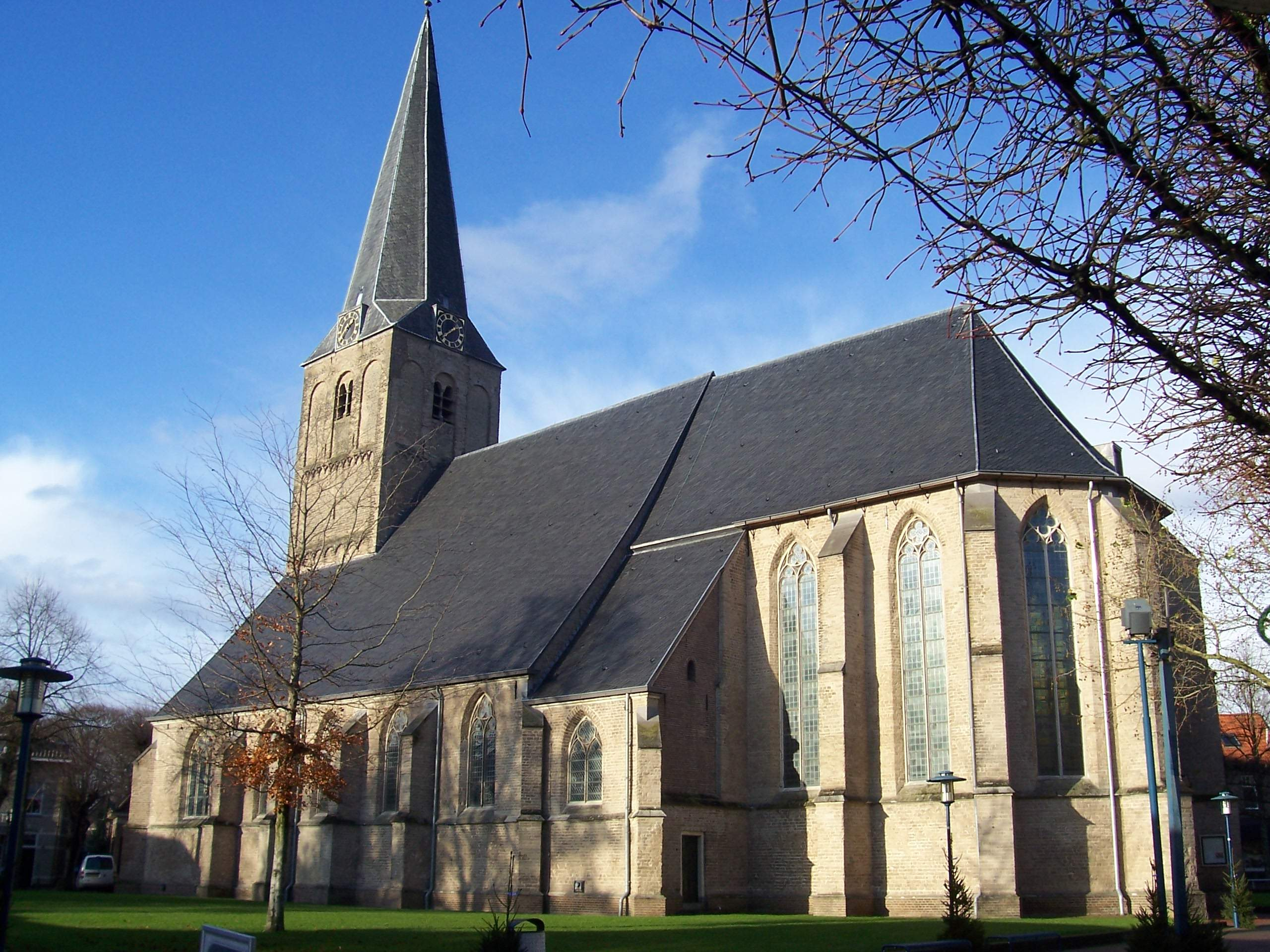
Martinus Grotekerk, iglesia de estilo gótico en Epe (siglo XV)
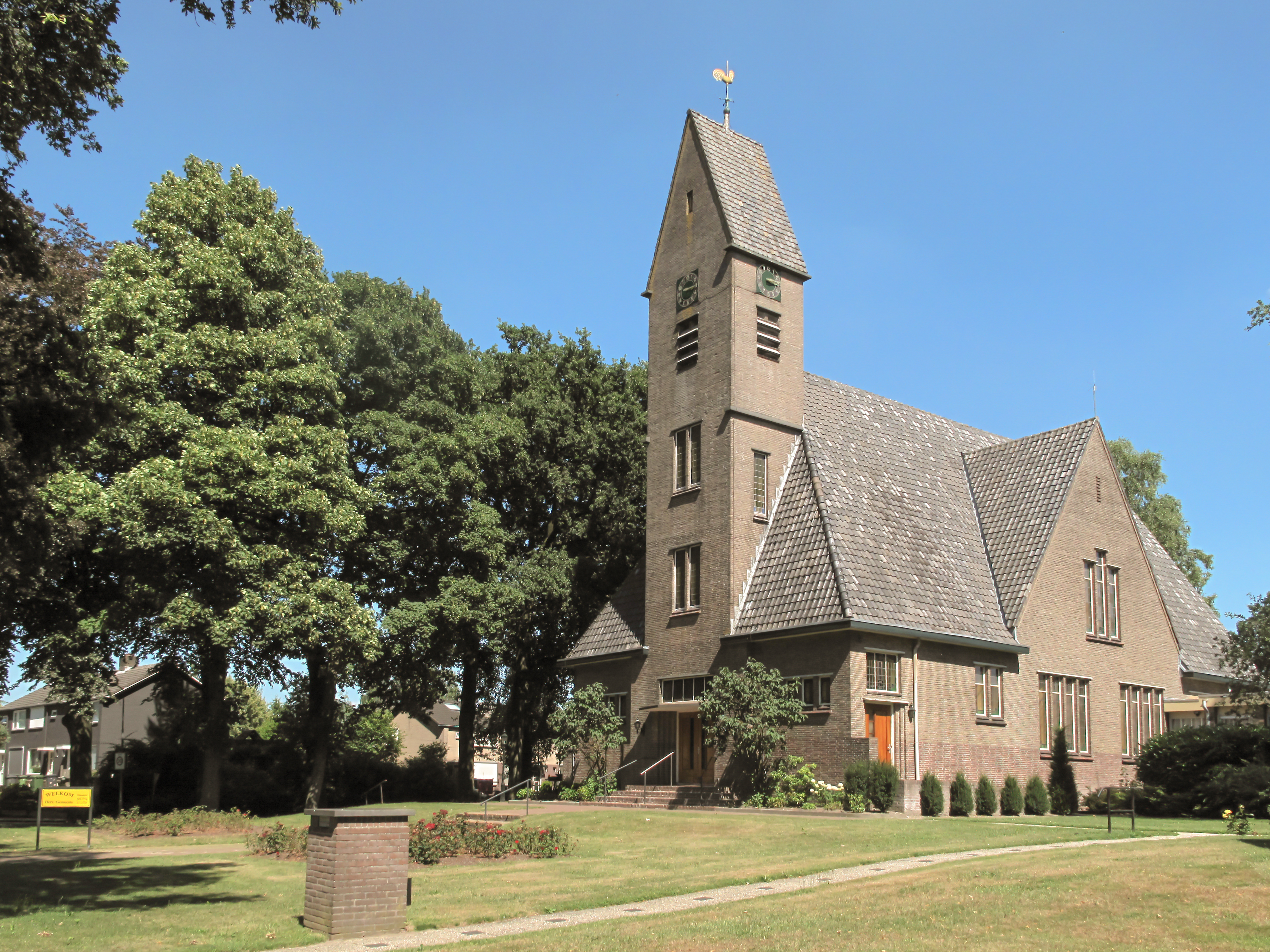
Emst, iglesia reformada
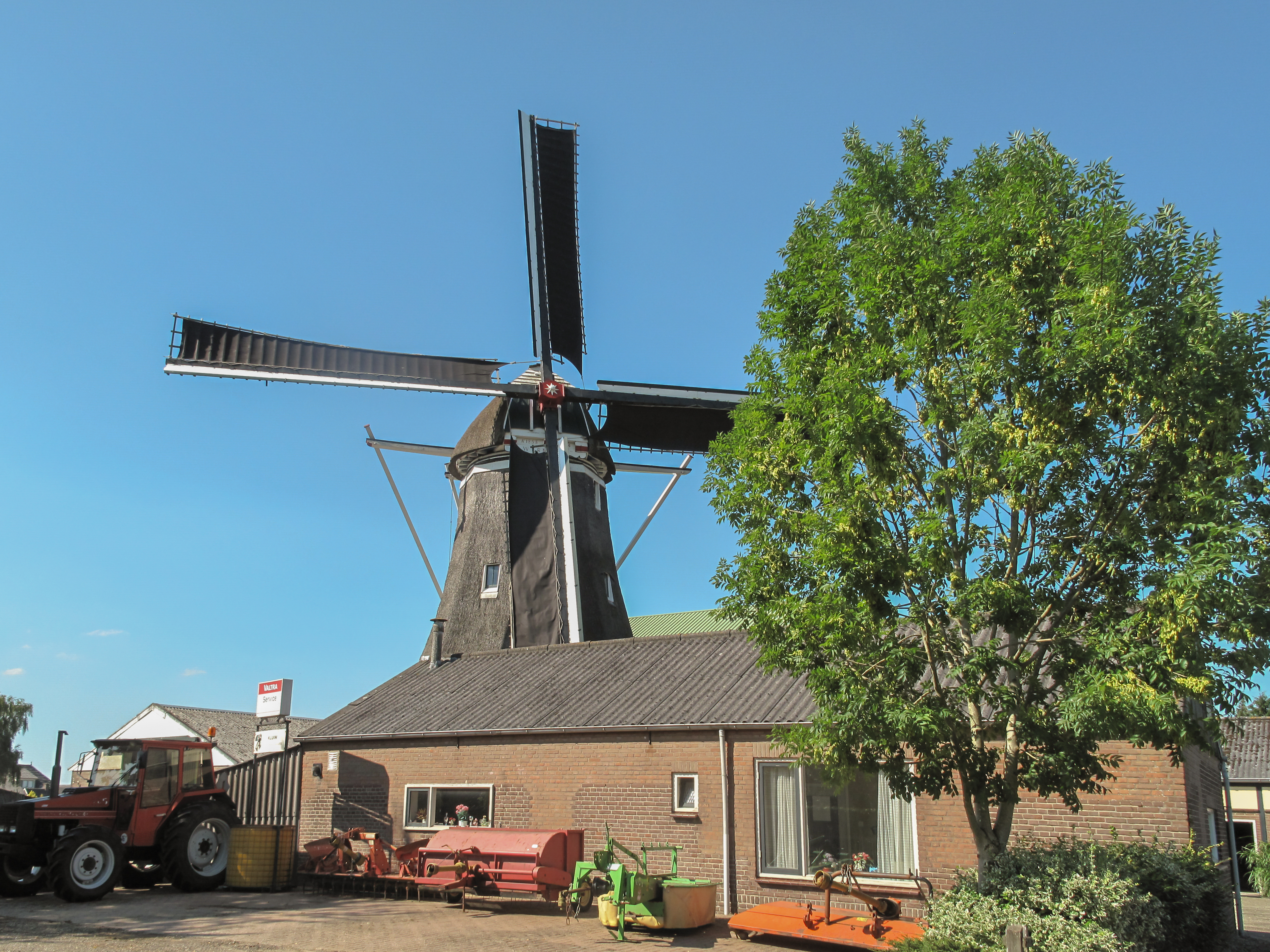
Oene, el molino: korenmolen de Werklust